# Фигейро-ду-Кампу
Фигейро́-ду-Ка́мпу (порт. Figueiró do Campo) — район (фрегезия) в Португалии, входит в округ Коимбра. Является составной частью муниципалитета Соре. Находится в составе крупной городской агломерации Большая Коимбра. По старому административному делению входил в провинцию Бейра-Литорал. Входит в экономико-статистический субрегион Байшу-Мондегу, который входит в Центральный регион. Население составляет 1673 человека на 2001 год. Занимает площадь 8,91 км².